# 假地蓝
假地蓝（学名：Crotalaria ferruginea）为豆科猪屎豆属下的一个种。分布于中国南方地区、西藏；印度、尼泊尔、斯里兰卡、缅甸、泰国、老挝、越南、马来西亚。

## 别名
大响铃豆，野花生，黄花野百合，荷猪草， 响铃草

## 扩展阅读
- 假地蓝[]